# (6672) Corot
(6672) Corot es un asteroide que forma parte del cinturón de asteroides y fue descubierto por C. J. van Houten, I. van Houten-Groeneveld y T. Gehrels el 24 de marzo de 1971, desde el Observatorio Palomar, Estados Unidos.

## Designación y nombre
Corot se designó inicialmente como 1213 T-1. Más adelante, en 1996, fue nombrado en honor al pintor Camille Corot.

## Características orbitales
Corot está situado a una distancia media de 2,41 ua del Sol, pudiendo alejarse hasta 2,92 ua y acercarse hasta 1,896 ua. Tiene una excentricidad de 0,214 y una inclinación orbital de 4,80 grados. Emplea 1369 días en completar una órbita alrededor del Sol. El movimiento de Corot sobre el fondo estelar es de 0,26 grados por día.

## Características físicas
La magnitud absoluta de Corot es 14,5 y el periodo de rotación de 37,62 horas.